# Liste des pays ayant le portugais pour langue officielle

Pays ayant pour langue officielle le portugais

Le portugais est la langue officielle de neuf pays membres de l'ONU ainsi que de la région administrative spéciale de Macao de la République populaire de Chine. En dehors du Portugal, d'où la langue est originaire, il s'agit d'anciennes colonies portugaises. S'y ajoutent les territoires directement administrés par le Portugal que sont les Açores et Madère.
La population totale des dix pays ayant le portugais pour langue officielle est de 283 millions de locuteurs en 2017 (3 millions de locuteurs de plus qu'en 2016, soit + 1,2 %), ce qui représente le 7e espace linguistique au monde après ceux de l'anglais, du chinois, du hindi, du français, de l'espagnol et de l'arabe.

## Liste des pays dans lesquels le portugais est la ou l'une des langues officielles
La liste ci-dessous indique les États et territoires ayant le portugais comme langue officielle, de jure ou de facto.
|                      | \| Pays \| Continent \| Population (est. 2017)[1] \| Lusophones (est. 2016)[2] \| % [N 1] \| Pages Vues Tous Wikis (2013)[3] \| Pages Vues Wiki PT (2013)[N 2] \| %[3] [N 3] \| Rang Wiki PT (2013)[3] \| \| -------------------- \| --------------- \| ------------------------- \| ------------------------- \| ------- \| ------------------------------- \| ------------------------------ \| ---------- \| ---------------------- \| \| Brésil \| Amérique du Sud \| 211 243 000 \| 207 848 000 \| 100 % \| 5 167 184 000 \| 4 298 723 000 \| 83 % \| 1 \| \| Mozambique \| Afrique \| 29 538 000 \| 19 584 600 \| 70 % \| 15 722 000 \| 10 378 000 \| 66 % \| 1 \| \| Angola \| Afrique \| 26 656 000 \| 18 015 840 \| 72 % \| 27 914 000 \| 20 696 000 \| 74 % \| 1 \| \| Portugal \| Europe \| 10 265 000 \| 10 350 000 \| 100 % \| 723 103 000 \| 417 303 000 \| 58 % \| 1 \| \| Guinée-Bissau \| Afrique \| 1 933 000 \| 1 143 280 \| 62 % \| 27 000 \| 21 000 \| 78 % \| 1 \| \| Timor oriental \| Asie/Oceanie \| 1 237 000 \| 355 500 \| 30 % \| 1 216 000 \| 247 000 \| 20 % \| 3 \| \| Guinée équatoriale \| Afrique \| 894 000 \| ? \| ? \| 888 000 \| 9 000 \| 1 % \| 5 \| \| Macao \| Asie \| 606 000 \| 23 520 \| 4 % \| 49 114 000 \| 471 000 \| 1 % \| 4 \| \| Cap-Vert \| Afrique \| 533 000 \| 468 900 \| 90 % \| 4 065 000 \| 2 963 000 \| 73 % \| 1 \| \| Sao Tomé-et-Principe \| Afrique \| 198 000 \| 172 900 \| 91 % \| 390 000 \| 286 000 \| 73 % \| 1 \| \| Total \| \| 283 103 000 \| 260 804 600 \| 93 % \| 5 989 623 000 \| 4 751 097 000 \| 79 % \| 1 \| |                        |                        |       |                              |                           |      |                     |
| Pays                 | Continent | Population (est. 2017) | Lusophones (est. 2016) | %     | Pages Vues Tous Wikis (2013) | Pages Vues Wiki PT (2013) | %    | Rang Wiki PT (2013) |
| Brésil               | Amérique du Sud | 211 243 000            | 207 848 000            | 100 % | 5 167 184 000                | 4 298 723 000             | 83 % | 1                   |
| Mozambique           | Afrique | 29 538 000             | 19 584 600             | 70 %  | 15 722 000                   | 10 378 000                | 66 % | 1                   |
| Angola               | Afrique | 26 656 000             | 18 015 840             | 72 %  | 27 914 000                   | 20 696 000                | 74 % | 1                   |
| Portugal             | Europe | 10 265 000             | 10 350 000             | 100 % | 723 103 000                  | 417 303 000               | 58 % | 1                   |
| Guinée-Bissau        | Afrique | 1 933 000              | 1 143 280              | 62 %  | 27 000                       | 21 000                    | 78 % | 1                   |
| Timor oriental       | Asie/Oceanie | 1 237 000              | 355 500                | 30 %  | 1 216 000                    | 247 000                   | 20 % | 3                   |
| Guinée équatoriale   | Afrique | 894 000                | ?                      | ?     | 888 000                      | 9 000                     | 1 %  | 5                   |
| Macao                | Asie | 606 000                | 23 520                 | 4 %   | 49 114 000                   | 471 000                   | 1 %  | 4                   |
| Cap-Vert             | Afrique | 533 000                | 468 900                | 90 %  | 4 065 000                    | 2 963 000                 | 73 % | 1                   |
| Sao Tomé-et-Principe | Afrique | 198 000                | 172 900                | 91 %  | 390 000                      | 286 000                   | 73 % | 1                   |
| Total                | | 283 103 000            | 260 804 600            | 93 %  | 5 989 623 000                | 4 751 097 000             | 79 % | 1                   |

Il est à noter qu'outre ces 10 pays ayant le portugais comme langue officielle ou coofficielle, 7 autres parmi les 227 listés par le Wikimedia Traffic Analysis Report 2013 présentent une proportion des pages vues allant à l'encyclopédie en langue portugaise plus importante que celles de la Guinée équatoriale (1,0 %) et de Macao (1,0 %) : il s'agit du Paraguay avec 1,7 % et qui est limitrophe du Brésil, de la Namibie avec 1,6 % et qui est limitrophe de l'Angola, de la Bolivie avec 1,4 % et qui est limitrophe du Brésil, du Luxembourg avec 1,3 % et qui présente une importante communauté lusophone représentant 16 % de la population du pays, d'Andorre avec 1,3 % et qui présente une importante communauté lusophone représentant 15 % de la population du pays (bien que le portugais ne soit plus que la langue habituelle de 3,5 % d'entre eux), du Sénégal avec 1,2 % et qui limitrophe de la Guinée-Bissau et de la Guyane avec 1,1 % et qui est limitrophe du Brésil.
Le Brésil est à l'origine à lui seul de 88 % des pages vues sur l'édition de Wikipédia en langue portugaise, le Portugal de 9 %, et l'ensemble des territoires de langue officielle portugaise de 98 % ; en outre, aucun pays ou territoire autre que le Brésil et le Portugal n'est à l'origine de 1 % ou plus des pages vues sur l'édition de Wikipédia en langue portugaise.
Voici également le classement des principales éditions linguistiques de l'encyclopédie Wikipédia consultées en 2013 dans les 10 pays ayant le portugais pour langue officielle (≥ 1 %) :
| Rang | Langue    | %   | Pages vues    |
| ---- | --------- | --- | ------------- |
| 1    | Portugais | 79  | 4 751 097 000 |
| 2    | Anglais   | 18  | 1 068 245 000 |
| -    | Autres    | 3   | 170 281 000   |
| -    | Total     | 100 | 5 989 623 000 |